# John Langenus
John Langenus llamado también Jean (Amberes, Provincia de Amberes, Flandes, 8 de diciembre de 1891 – ib., 1 de octubre de 1952) fue un árbitro de fútbol belga.

## Los récords
Fue el árbitro profesional designado para la final de la primera edición del Mundial de fútbol, en 1930 en Montevideo. Es también el único silbante belga en haber sido elegido para la final de una de las tres competiciones internacionales más importantes (Mundiales, Europeos o Juegos Olímpicos), así como uno de los 19 árbitros que tienen participación en tres ediciones de copas del mundo (1930, 1934 y 1938).

## La final del Mundial en Uruguay
De profesión jefe de gabinete de Gobernación de Amberes, Langenus debe principalmente su fama al Mundial de fútbol de 1930 en Uruguay. En aquella ocasión dirigió 4 encuentros, entre ellos está el partido de fases eliminatorias entre Uruguay y Perú, que inauguró el nuevo Estadio Centenario de Montevideo.
La historia de la final entre Uruguay y Argentina es del todo particular: Langenus aceptó el encargo solamente dos horas antes de la competición, después de haber recibido las garantías exigidas, o bien un seguro de vida y la posibilidad de navegar en barco a Europa al término del certamen. Además Langenus, apenas llegado al estadio, fue arrestado y luego inmediatamente liberado, también a 13 desconocidos antes que él habían pasado por una broma como el árbitro del partido. El árbitro tuvo que resolver también el problema relacionado con los balones de fútbol, dado que ambos equipos querían utilizar solamente los propios: la decisión salomónica fue la de jugar con sólo dos balones, proporcionadas por las dos selecciones, por un tiempo cada uno.
El desafío se llevó a cabo con regularidad, sin quejas en particular.

## El resto de su carrera
En el transcurso de su carrera, Langenus arbitró también en el Mundial de 1934 (Checoslovaquia-Rumania) y en el de 1938 (donde le tocó el partido por el tercer puesto entre Brasil y Suecia).
Cuenta también con dos apariciones en los Juegos Olímpicos de Ámsterdam de 1928, donde tuvo el honor de dirigir, más allá de la eliminatoria entre Uruguay y los anfitriones holandeses (2-0), la final por la medalla de bronce entre Italia y Egipto, que fue ganada por los Azzurri por 11-3, récord aún no superado de goles anotados en un solo partido de Italia; hecho también por el árbitro juez de línea holandés Mutters con motivo de la final por la medalla de oro.